# 末永俊郎
末永 俊郎（すえなが としろう、1921年5月31日 - 2007年7月8日）は、日本の心理学者。東京大学名誉教授。
浪速高等学校を経て、1943年東京帝国大学心理学科卒、東大文学部助教授、教授、1982年定年退官、日本大学教授。1989年帝京大学教授、1997年定年。1994年 日本心理学会名誉会員。2007年、肺炎による呼吸器不全のため86歳で死去した。

## 著書
- 『行動科学2: 社会的行動の科学』（放送大学、1990年）

## 共編著
- 『現代心理学入門』（有斐閣、1963年）
- 『心理学研究入門』（有斐閣、1966年)
- 『行動科学』（小川隆共著、放送大学、1986年）
- 『社会心理学研究入門』（東京大学出版会、1987年）
- 『現代社会心理学』（安藤清志共編、東京大学出版会、1998年）

## 翻訳
- カート・レヴィン『社会的葛藤の解決: グループ・ダイナミックス論文集』（創元社、1954年）
- W.W.ランバート,W.E.ランバード『社会心理学』（岩波書店、1966年）
- レオン・フェスティンガー著（末永俊郎監訳）『認知的不協和の理論―社会心理学序説』（誠信書房、1965年）

## 論文
- 「心理学に於ける二三の科学論的問題について」 『哲学研究』 第30巻 (1946)
- 「社会心理学序説」 『心理』 第1巻 2冊 (1948)
- 「心理学と場の理論-レーヴィンの学説を中心として」 『心理』 第1巻 5冊 (1948)
- 「推理過程に及ぼす経験の効果について」 『動物心理年報』 第2輯 (1948)
- 「社会生活」 矢田部達郎監修 『心理学初歩』 創元社 (1951)
- 「グループ・ダイナミックス」 『講座教育社会学 5. 学校の社会学』 東洋館出版社 (1953)
- 「思考」 高木貞二編 『心理学』 東京大学出版会 (1956)
- 「コミュニケーション」 千輪浩編 『社会心理学』 誠信書房 (1957)
- 「集団の行動」 『講座現代社会心理学 3. 人間関係の心理』 中山書店 (1958)
- 「社会心理学の歴史-最近」 『講座現代社会心理学 1. 社会心理学の基礎』 中山書店 (1959)
- 木下冨雄と共著 「Group Dynamics の発展-理論的状況、集団形成および集団構造の研究を中心として」 『心理学評論』 第5巻 2号 (1961)
- 木下冨雄と共著 「序論：集合現象の社会心理学」 『講座社会心理学 3. 集合現象』 東京大学出版会 (1977)
- 「序論：集団行動の心理学」 『講座社会心理学 2. 集団行動』 東京大学出版会 (1978)
- 安藤清志ほかと共著 「社会的促進の研究-歴史・現状・展望-」 『心理学評論』 第24巻 4号 (1981)
- 「社会的影響過程の研究-対人的影響を中心に-」 日本大学人文科学研究所 『研究紀要』 第35号 (1988)
- 「社会行動研究の 100年-回顧と展望 (研究史ノート)」 『帝京大学文学部紀要』 第3号 (1995)